# پراگ ۳
پراگ ۳ (به لاتین: Prague 3) یک منطقهٔ مسکونی در جمهوری چک است که در پراگ واقع شده‌است. پراگ ۳ ۶٫۴۹ کیلومتر مربع مساحت و ۷۸٬۴۲۴ نفر جمعیت دارد.